# Łeba (flod)
Łeba (tysk: Leba), en flod i Mellempommern (Polen), der har sit udspring nær landsbyen Borzestowo vest for Kartuzy, passerer gennem Łebsko-søen og munder ud i Østersøen. Den er 117 km lang med et afvandingsareal på 1.801 km².
Byen Lębork ligger ved floden Łeba, mens byen Łeba ved Østersøkysten oprindeligt lå vest for flodens nuværende udmunding.
I det 12. århundrede markerede den nedre Łeba den østgrænsen for landet Słupsk-Sławno, styret af pommerske hertuger. Efter at Polen genvandt Pommern i 1294, dannede Łeba grænsen mellem den polske del af Pommern og hertugdømmet Pommern. Fra 1308, efter den tyske orden og Soldin-traktaten (Myślibórz), dannede floden den vestlige grænse for ordenens pommerske lande med hertugdømmet Pommern indtil 1466, hvor Polen genvandt Pommern. Fra det tidspunkt markerede udmundingen af Łeba på Østersøkysten det nordøstligste punkt af Det Hellige Romerske Rige indtil dets opløsning i 1806. De tilstødende pommerske lande Lauenburg og Bütow (Lębork i Bytów) blev et len for den polske krone med den anden Thornfred (1466).

## Seværdigheder[1]
Der er en overflod af arkitektoniske og naturlige attraktioner nær Łeba, frem for alt Słowiński Nationalpark med dens vandreklitter, omkring 8 km vest for byen. Yderligere objekter af interesse omfatter:
- Ruinerne af Nikolaikirche (St. Nicholas-kirken) vest for byen på vej til stranden
- fiskerkirke fra 1683 med et maleri af Max Pechstein
- fiskerboliger fra det 19. århundrede i Kosciuszki-gaden
- det 19. århundredes kasino på Nadmorska gaden, i dag Hotel Neptun
- tidligere raket-testplads nær Pletka
- dinosaurparken syd for byen